# Ероне
Ероне (фр. Erone) насеље је и општина у Француској у региону Корзика, у департману Горња Корзика која припада префектури Кор.
По подацима из 2011. године у општини је живело 7 становника, а густина насељености је износила 1,8 становника/km². Општина се простире на површини од 3,89 km². Налази се на средњој надморској висини од 780 метара (максималној 982 m, а минималној 429 m).

## Демографија
| 1962. | 1968. | 1975. | 1982. | 1990. | 1999. | 2011. |
| ----- | ----- | ----- | ----- | ----- | ----- | ----- |
| 7     | 32    | 27    | 23    | 9     | 8     | 7     |

График промене броја становника у току последњих година